# Tarachidia tortricina
Tarachidia tortricina är en fjärilsart som beskrevs av Philipp Christoph Zeller 1872. Tarachidia tortricina ingår i släktet Tarachidia och familjen nattflyn. Inga underarter finns listade i Catalogue of Life.